# Häberle und Pfleiderer

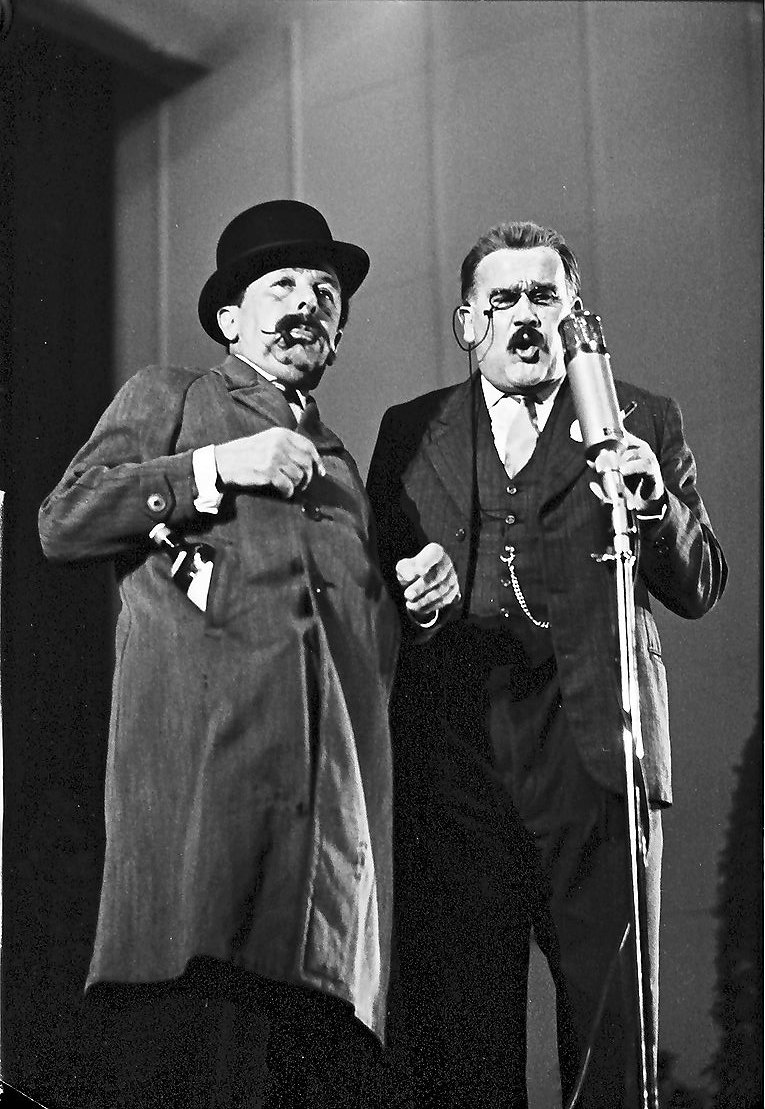
Willy Reichert (links) und Oscar Heiler (rechts) als Häberle und Pfleiderer, 1960

Häberle und Pfleiderer waren ein 1931 von dem Stuttgarter Entertainer Willy Reichert und dem Österreicher Charly Wimmer erschaffenes Komikerduo. Vorbilder waren das ungarische Kabarettduo Badsek & Sajo aus Budapest. Aber nur zwei Wochen nach der erfolgreichen Premierenvorstellung des Duos am 16. Dezember 1931 im Pavillon des Stuttgarter Excelsior-Theaters erlitt Wimmer einen schweren Motorradunfall und musste innerhalb weniger Stunden durch den bis dahin unbekannten Stuttgarter Oscar Heiler ersetzt werden. Heiler war ursprünglich ein Buchhändler mit Liebe zum Theater. Sein Kunde Reichert verschaffte ihm eine Stellung am Theater und er durfte bei den ersten Auftritten von Häberle und Pfleiderer soufflieren. Deshalb war er der einzige Ersatzmann, der die Texte schon auswendig konnte.
Auf Grund der inzwischen erreichten Berühmtheit von Häberle & Pfleiderer trat das Duo Reichert & Heiler ab 1933 im größten Stuttgarter Varieté Friedrichsbautheater auf. Nach dem Kriegsende hatte das Duo zahlreiche Radio- und Fernsehauftritte (SDR). Auch über 1000 Werbespots für einen Suppenhersteller absolvierte das Duo. 1959 hatte der letzte neue Sketch Premiere. Sie traten bis in die 1970er Jahre regelmäßig in Unterhaltungsveranstaltungen in Baden-Württemberg auf.
Willy Reichert spielte die Figur des Wilhelm Pfleiderer, eines knitzen (schwäbisch für schlauen) Schwaben, der bei den Sketchen oft das letzte Wort hat. Adolf Häberle, gespielt von Oscar Heiler, ist dagegen eine Figur, die sich vornehmer gibt und meist versucht, Pfleiderer zu belehren. Dabei wirkt Häberle oft etwas unintelligent, vor allem wenn er versucht, hochdeutsch zu sprechen, und dabei seinen Dialekt nicht verleugnen kann.
Themen waren der Schwäbische Charakter, Philosophie im Allgemeinen, menschliche Schwächen, Schicksale und Landestypisches. Durch diese Dialoge im Dialekt wurde das Bild des typischen Schwaben deutschlandweit mitgeprägt. Zahlreiche Sketche wurden verfilmt und waren auch Bestandteil der Fernsehreihe Deutschland, Deine Schwaben nach dem gleichnamigen Buch von Thaddäus Troll.
Vor dem Friedrichsbautheater in Stuttgart wurde 1994 das bronzene Standbild Häberle und Pfleiderer von Hanne Schorp-Pflumm aufgestellt.

## Werke
- Häberle und Pfleiderer: Hundstagshitze und andere Sketche. CD, Silberburg-Verlag, Tübingen und Karlsruhe 2016, ISBN 978-3-8425-1469-0